# Seznam železniških postaj in železniških postajališč v Sloveniji
Seznam železniških postaj in železniških postajališč v Sloveniji, namenjenih potniškemu prometu.

## A
- Železniško postajališče Ajdovščina
- Železniška postaja Anhovo
- Železniško postajališče Atomske Toplice hotel
- Železniško postajališče Avče

## B
- Železniško postajališče Batuje
- Železniško postajališče Birčna vas
- Železniško postajališče Bistrica ob Dravi
- Železniško postajališče Blanca
- Železniška postaja Bled Jezero
- Železniško postajališče Bohinjska Bela
- Železniška postaja Bohinjska Bistrica
- Železniška postaja Borovnica
- Železniško postajališče Boštanj
- Železniško postajališče Branik
- Železniška postaja Breg
- Železniška postaja Brestanica
- Železniška postaja Brezovica
- Železniška postaja Brežice
- Železniško postajališče BTC City

## C
- Železniška postaja Celje
- Železniško postajališče Celje Lava
- Železniško postajališče Cesta
- Železniško postajališče Cirknica
- Železniško postajališče Cirkovce

## Č
- Železniška postaja Črnomelj
- Železniška postaja Črnotiče
- Železniško postajališče Čušperk

## D
- Železniška postaja Divača
- Železniška postaja Dobova
- Železniško postajališče Dobovec
- Železniško postajališče Dobravice
- Železniško postajališče Dobravlje
- Železniška postaja Dobrepolje
- Železniško postajališče Dobrije
- Železniško postajališče Dolga Gora
- Železniška postaja Domžale
- Železniško postajališče Dornberk
- Železniško postajališče Dornberk vas
- Železniška postaja Dravograd
- Železniško postajališče Duplica - Bakovnik
- Železniško postajališče Dutovlje

## F
- Železniško postajališče Fala
- Železniško postajališče Florjan
- Železniško postajališče Frankovci

## G
- Železniško postajališče Gaber
- Železniško postajališče Globoko
- Železniško postajališče Gomila
- Železniška postaja Gornje Ležeče
- Železniško postajališče Gornji Petrovci
- Železniško postajališče Gradac
- Železniška postaja Grahovo
- Železniško postajališče Grlava
- Železniška postaja Grobelno
- Železniška postaja Grosuplje

## H
- Železniško postajališče Hajdina
- Železniška postaja Hoče
- Železniška postaja Hodoš
- Železniško postajališče Holmec
- Železniško postajališče Homec pri Kamniku
- Železniška postaja Hrastnik
- Železniška postaja Hrastovlje
- Železniška postaja Hrpelje - Kozina
- Železniško postajališče Hudajužna
- Železniško postajališče Hudo

## I
- Železniška postaja Ilirska Bistrica
- Železniška postaja Imeno
- Železniška postaja Ivančna Gorica
- Železniško postajališče Ivanjkovci

## J
- Železniška postaja Jarše - Mengeš
- Železniško postajališče Jelovec
- Železniška postaja Jesenice
- Železniško postajališče Jevnica

## K
- Železniška postaja Kamnik
- Železniško postajališče Kamnik Graben
- Železniško postajališče Kamnik mesto
- Železniško postajališče Kamnje
- Železniško postajališče Kanal
- Železniška postaja Kidričevo
- Železniško postajališče Kilovče
- Železniška postaja Kočevje
- Železniško postajališče Kočna
- Železniška postaja Koper
- Železniško postajališče Kopriva
- Železniško postajališče Košana
- Železniška postaja Kranj
- Železniško postajališče Kreplje
- Železniška postaja Kresnice
- Železniška postaja Krško

## L
- Železniška postaja Laško
- Železniško postajališče Lavrica
- Železniška postaja Laze
- Železniška postaja Lesce - Bled
- Železniško postajališče Libna
- Železniško postajališče Limbuš
- Železniška postaja Lipovci
- Železniška postaja Litija
- Železniško postajališče Litostroj
- Železniška postaja Ljubljana
- Železniško postajališče Ljubljana Brinje
- Železniška postaja Ljubljana Črnuče
- Železniško postajališče Ljubljana Ježica
- Železniško postajališče Ljubljana Polje
- Železniška postaja Ljubljana Rakovnik
- Železniško postajališče Ljubljana Stegne
- Železniško postajališče Ljubljana Tivoli
- Železniška postaja Ljubljana Vižmarje
- Železniško postajališče Ljubljana Vodmat
- Železniška postaja Ljubljana Zalog
- Železniška postaja Ljutomer
- Železniško postajališče Ljutomer mesto
- Železniška postaja Logatec
- Železniško postajališče Loka

## M
- Železniško postajališče Mačkovci
- Železniška postaja Maribor
- Železniško postajališče Maribor Sokolska
- Železniška postaja Maribor Studenci
- Železniško postajališče Maribor Tabor
- Železniško postajališče Maribor Tezno
- Železniško postajališče Marles
- Železniško postajališče Medno
- Železniška postaja Medvode
- Železniško postajališče Mekotnjak
- Železniško postajališče Mestinje
- Železniška postaja Metlika
- Železniško postajališče Mirna
- Železniška postaja Mirna Peč
- Železniško postajališče Mlačevo
- Železniško postajališče Mokronog
- Železniška postaja Most na Soči
- Železniška postaja Moškanjci
- Železniška postaja Murska Sobota

## N
- Železniško postajališče Narin
- Železniško postajališče Nomenj
- Železniško postajališče Notranje Gorice
- Železniška postaja Nova Gorica
- Železniška postaja Novo mesto
- Železniško postajališče Novo mesto center
- Železniško postajališče Novo mesto Kandija
- Železniško postajališče Novo mesto Šmihel

## O
- Železniško postajališče Obrež
- Železniško postajališče Okroglica
- Železniško postajališče Orehova vas
- Železniška postaja Ormož
- Železniška postaja Ortnek
- Železniško postajališče Osluševci
- Železniško postajališče Ostrožno
- Železniško postajališče Otoče
- Železniško postajališče Otovec
- Železniško postajališče Ožbalt

## P
- Železniško postajališče Paška vas
- Železniško postajališče Pavlovci
- Železniška postaja Pesnica
- Železniško postajališče Petrovče
- Železniško postajališče Pijavice
- Železniška postaja Pivka
- Železniško postajališče Planina
- Železniško postajališče Plave
- Železniška postaja Podbrdo
- Železniško postajališče Podčetrtek
- Železniško postajališče Podčetrtek toplice
- Železniška postaja Podgorje
- Železniško postajališče Podhom
- Železniško postajališče Podklanc
- Železniška postaja Podmelec
- Železniška postaja Podnart
- Železniško postajališče Podplat
- Železniška postaja Podvelka
- Železniška postaja Poljčane
- Železniška postaja Polzela
- Železniško postajališče Polževo
- Železniška postaja Ponikva
- Železniško postajališče Ponikve na Dolenjskem
- Železniška postaja Postojna
- Železniško postajališče Povir
- Železniška postaja Pragersko
- Železniška postaja Preserje
- Železniška postaja Prestranek
- Železniško postajališče Prešnica
- Železniška postaja Prevalje
- Železniško postajališče Pristava
- Železniška postaja Prvačina
- Železniška postaja Ptuj
- Železniško postajališče Puconci
- Železniško postajališče Pušenci

## R
- Železniška postaja Rače
- Železniško postajališče Radeče
- Železniška postaja Radohova vas
- Železniško postajališče Radovljica
- Železniška postaja Rakek
- Železniško postajališče Rakitovec
- Železniško postajališče Ravne na Koroškem
- Železniško postajališče Reteče
- Železniška postaja Ribnica
- Železniška postaja Rimske Toplice
- Železniško postajališče Rjavica
- Železniško postajališče Rodica
- Železniška postaja Rodik
- Železniška postaja Rogaška Slatina
- Železniška postaja Rogatec
- Železniško postajališče Rosalnice
- Železniško postajališče Rožni Dol
- Železniška postaja Ruše
- Železniško postajališče Ruše tovarna
- Železniška postaja Ruta

## S
- Železniška postaja Sava
- Železniška postaja Semič
- Železniška postaja Sevnica
- Železniška postaja Sežana
- Železniška postaja Slovenska Bistrica
- Železniško postajališče Slovenski Javornik
- Železniško postajališče Sodna vas
- Železniško postajališče Solkan
- Železniško postajališče Spodnja Slivnica
- Železniška postaja Središče
- Železniško postajališče Stara Cerkev
- Železniško postajališče Steske
- Železniška postaja Stranje
- Železniško postajališče Strnišče
- Železniško postajališče Sveti Danijel
- Železniško postajališče Sveti Rok ob Sotli
- Železniško postajališče Sveti Vid

## Š
- Železniško postajališče Šalovci
- Železniško postajališče Šempeter pri Gorici
- Železniško postajališče Šempeter v Savinjski dolini
- Železniška postaja Šentilj
- Železniška postaja Šentjur
- Železniško postajališče Šentlovrenc
- Železniško postajališče Šentrupert
- Železniško postajališče Šentvid pri Grobelnem
- Železniško postajališče Šentvid pri Stični
- Železniško postajališče Šikole
- Železniška postaja Škofja Loka
- Železniška postaja Škofljica
- Železniško postajališče Šmarca
- Železniška postaja Šmarje pri Jelšah
- Železniško postajališče Šmarje - Sap
- Železniška postaja Šmartno ob Paki
- Železniško postajališče Šmaver
- Železniška postaja Šoštanj
- Železniška postaja Štanjel
- Železniško postajališče Štefan
- Železniško postajališče Štore

## T
- Železniško postajališče Tekačevo
- Železniško postajališče Trbonje
- Železniško postajališče Trbonjsko jezero
- Železniška postaja Trbovlje
- Železniška postaja Trebnje
- Železniško postajališče Trebnje Kamna Gora
- Železniško postajališče Trzin
- Železniško postajališče Trzin industrijska cona
- Železniško postajališče Trzin Mlake
- Železniška postaja Tržišče

## U
- Železniška postaja Uršna sela

## V
- Železniška postaja Velenje
- Železniško postajališče Velenje Pesje
- Železniško postajališče Velika Loka
- Železniško postajališče Velika Nedelja
- Železniško postajališče Velike Lašče
- Železniška postaja Verd
- Železniško postajališče Veržej
- Železniško postajališče Vidina
- Železniško postajališče Vintgar
- Železniška postaja Višnja Gora
- Železniška postaja Volčja Draga
- Železniška postaja Vuhred
- Železniško postajališče Vuhred elektrarna
- Železniška postaja Vuzenica

## Z
- Železniška postaja Zagorje
- Železniško postajališče Zamušani
- Železniško postajališče Zazid
- Železniška postaja Zidani Most

## Ž
- Železniška postaja Žalec
- Železniško postajališče Žalna
- Železniško postajališče Žirovnica
- Železniško postajališče Žlebič